# Xã Wythe, Quận Hancock, Illinois
Xã Wythe (tiếng Anh: Wythe Township) là một xã thuộc quận Hancock, tiểu bang Illinois, Hoa Kỳ. Năm 2010, dân số của xã này là 248 người.